# Схема терапия
Схема терапията (на английски: Schema Therapy) е модерен психотерапевтичен метод за промяна на личността.
Създаден е от д-р Джефри Янг (името се среща преведено и като Джефри Йънг, на английски: Dr. Jeffrey E. Young) в средата на 1980-те години като разширение на когнитивно-поведенческата терапия. Схема терапията е предназначена да се справя с дългогодишни проблеми, съпътствали хората през целия им живот. Съчетава най-добрите аспекти на много други методи, сред които когнитивно-поведенческата, психоаналитичната и гещалт терапията.
Схема терапията притежава ясната и систематизирана структура, характерна за фокусираната в намирането на решения когнитивна терапия, но навлиза много по-дълбоко от нея, като включва най-ценното от психоанализата. Тя изследва родителския стил и ранните години, но продължава с активно преструктуриране на личността, без да се чака да се случи някакво магическо вътрешно прозрение като в психоанализата.
Д-р Джефри Янг дефинира 18 деструктивни схеми (маладаптивни схеми или просто „схеми“), които се формират в детството в резултат на травматични преживявания или непълноценни взаимоотношения с родители и връстници. Схемите определят начина, по който възприемаме света и отношенията си с другите. Те са причина да реагираме прекалено остро или да бездействаме в определени ситуации, да се държим по начин, който наранява нас или другите, да бъдем неадекватни.

### Основни теоретични понятия
Основните теоретични понятия в Схема терапията са ранни деструктивни схеми, стилове за справяне, модели, основни емоционални нужди.
Ранните деструктивни схеми са самоунищожителни житейски модели на възприемане на спомени, емоции, личен опит, познания и телесни усещания. Поведението се управлява от схемите. Например човек със схема Изоставяне / Нестабилност може да е свръхчувствителен (да притежава „емоционален бутон“) към оценката на другите и да се страхува от изоставяне, което от своя страна да го натъжава и да го държи в паника във взаимоотношенията му.
Стиловете за справяне са нашите поведенчески реакции на схемите, с които се надяваме да подобрим нещата но обикновено още повече задълбочаваме схемите. В продължение на примера за Изоставяне / Нестабилност, когато някой прекалено се опасява да не бъде изоставен от партньора си, може да ограничава близостта си с него като стил за справяне. Самотата, изолацията или дори реалното разпадане на връзката в резултат на подобно поведение лесно може да засили неговата схема Изоставяне / Нестабилност.
Моделите са състояния на ума, които може да се превърнат по-бързо и по-стабилно в „начин на живот“, отколкото схемите и стиловете за справяне. Например моделът „Нарушена самостоятелност и справяне“ може да е състояние на ума, което съдържа схеми Изоставяне/нестабилност, Дефектност, Недоверие/злоупотреба, съпроводени със стил за справяне „Провал“.
Схемите, стиловете за справяне и моделите се развиват, когато основните емоционални нужди на човек не са били посрещнати адекватно в детството. Сред тях са: връзка, взаимодействие, съпричастност, сигурност, защитеност, стабилност, грижа, любов, приемане, внимание, уважение, самостоятелност и др. Например дете, което е лишено от връзка с родител (заради развод, смърт и др.) може да развие схема Изоставяне / Нестабилност.

### Схеми и модели
Д-р Джефри Янг идентифицира осемнайсет схеми, групирани в пет модела, свързани с основните емоционални потребности.

#### Модел 1: Разединеност и отхвърленост
Очакване, че нуждите ни за сигурност, защитеност, стабилност, грижи, емпатия, емоционално съпреживяване, приемане и уважение няма да бъдат удовлетворени по естествен начин. Индивидът произхожда от семейство с преобладаваща атмосфера на дистанцираност, студенина, отхвърляне, емоционална въздържаност, самота, непредсказуемост, експлозивност, злоупотреба.

##### Схема 1: Изоставяне / Нестабилност
Чувство за нестабилност в отношенията и липса на доверие към хората, с които сме свързани и взаимодействаме. Включва усещането, че „значимите други“ няма да могат да продължат да ни предоставят емоционална подкрепа, близост, сила или практическа защита, защото са емоционално нестабилни и непредсказуеми (гневни избухвания), не може да им се има доверие, променливи са; защото скоро ще си отидат или ще ни отхвърлят заради някой по-добър от нас.

##### Схема 2: Недоверие / Злоупотреба
Очакването, че другите ще ни наранят, ще злоупотребят с нас, ще ни унижат, измамят, излъжат, ще ни манипулират и ще се възползват от нас. Чувстваме, че другите ни вредят предумишлено или че сме жертва на незаслужено тотално пренебрежение. Убедени сме, че винаги сме мамени и че късметът никога не е на наша страна.

##### Схема 3: Емоционално лишение
Очакването, че желанията ни за нормална степен на емоционална подкрепа няма да бъдат посрещнати адекватно от другите. Трите основни форми на емоционално лишение са:
А) Лишаване от обгрижване: липса на внимание, емоционална връзка, топлина и приятелство.
Б) Лишаване от съпричастност: липса на разбиране, изслушване, откритост или взаимно споделяне на чувствата от другите.
В) Лишаване от подкрепа: липса на получаване на сила, насоки или ръководство от другите.

##### Схема 4: Дефектност / Срам
Чувстваме, че сме дефектни, лоши, некачествени, нежелани, низши или увредени по отношение на важните неща; че при контактите си със „значимите други“ ще бъдем отблъскващи. Може да включва свръхчувствителност към критика, отхвърляне и обвиняване; неловкост, постоянно сравняване и несигурност в присъствието на другите; усещане за срам за нещата, възприемани от нас като недостатъци. Тези недостатъци могат да бъдат лични (вътрешни): себичност, гневни изблици, неприемливи сексуални страсти, а могат да бъдат и публични (видими): нежелан външен вид, социална неловкост и т.н.

##### Схема 5: Социална изолация / Отчуждаване
Чувстваме, че сме изолирани от целия свят, различни от другите хора и че не сме част от никоя група или общност. Липсва ни връзка с телесната сетивност. Тревожни сме при физически контакт. Бягаме във фантазията.

#### Модел 2: Нарушена самостоятелност и справяне
Очаквания за нас, които пречат на способността ни за самостоятелност, оцеляване, независимо функциониране и успешно справяне. Типичният семеен произход е родителски стил на вкопчване и прекалена закрила, които подронват детската самоувереност. Обиквено се проявява като неувереност, че можем да се справим извън семейната среда.

##### Схема 6: Зависимост / Некомпетентност
Вярването, че сме неспособни да се справим компетентно с всекидневните си задължения, без значима помощ от другите. Убеждение, че не можем да се грижим за себе си, да разрешаваме всекидневните си проблеми, да взимаме правилно самостоятелни решения, да преценяваме ситуацията, да си поставяме и да се справяме с нови задачи. Често се преживява като безпомощност.

##### Схема 7: Уязвимост на нараняване и болест
Преувеличен страх от надвиснала катастрофа, която всеки момент ще се стовари върху ни и няма да можем да я предотвратим. Страховете се фокусират в една или няколко от следните области:
А) Медицински катастрофи – инфаркт, инсулт, СПИН и т.н.
Б) Емоционални катастрофи, например страх от полудяване.
В) Външни катастрофи – падане на асансьора, нападение и насилие от злодеи, самолетна катастрофа, земетресение и т.н.

##### Схема 8: Вкопчване / Неразвит Аз
Прекалена емоционална въвлеченост и близост с един или повече от „значимите други“, най-често родителите, за сметка на нормалната самоизява и социално включване. Често включва вярването, че не можем да оцелеем или да бъдем щастливи без подкрепата на хората, в които сме се вкопчили и с които сме тясно свързани емоционално. Може да включва усещането за взаимно проникване и емоционално смесване със „значимите други“ и незадоволително развита индивидуалност. Често се преживява като чувство за празнота, безперспективност, злощастие, а при по-тежки случаи – като липса на смисъл в живота.

##### Схема 9: Провал
Вярването, че се проваляме, че каквото и да правим, неизбежно ще се провалим. Убеденост за тотална неадекватност по отношение на случващото се и хората в области като служебната кариера, училището, спорта, любовните отношения и т.н. Често включва убеждение, че сме глупави, неспособни, бездарни, невежи, нямаме късмет и пр. в сравнение с другите. Компенсаторно преживяващият страха от провал може да развие поведение на „пръв сред равни“, което обаче лесно бива сривано до страх от изоставяне при първия бегъл признак за несъгласие и противопоставяне от средата.

#### Модел 3: Нарушени граници
Размити вътрешни граници на отговорността към другите, в дългосрочното планиране и в следването на цели. Води до омаловажаване на правата на другите, трудности в изпълняването на обещания, в поставянето и изпълнението на реалистични лични цели.
Типичният семеен произход са родители с чувство за превъзходство, които са позволявали на детето си всичко, глезили са го прекалено, не са му поставяли задачи, не са го научили да спазва норми, да се справя с трудности, на дисциплина, да изпълнява цели в сътрудничество с другите. В някои случаи детето не е било научено да посреща нормалните равнища на дискомфорт и неопределеност и не е са му били давани адекватни насоки и обратна връзка.

##### Схема 10: Превъзходство / Величие
Вярване, че превъзхождаме другите, заслужаваме специални права и привилегии. Убедени сме, че правилата, които трябва да спазват другите, не важат за нас. Често включва настоятелното убеждение, че трябва да сме способни да правим или да имаме всичко, което искаме, без значение доколко е реалистично, дали е в хармония с другите и какво им струва това. Преувеличен фокус върху превъзходството, властта и силата, свръх конкурентност, доминиране, налагане на собствената гледна точка, контролиране на поведението на другите според собствените желания без емпатия или грижа за техните нужди или чувства.

##### Схема 11: Незадоволителен самоконтрол / Самодисциплина
Трудност или отказ да упражняваме задоволителен самоконтрол, нисък толеранс към неопределеността и тревожност при постигане на личните цели. Трудности да възпираме прекалени емоционални изблици. В по-леките форми – избягваме ситуации на дискомфорт: болка, трудности, конфликти, напрежение, конфронтация – за сметка на личностния интегритет и постижения.

#### Модел 4: Ориентация към другите
Прекалено фокусиране върху желанията, чувствата и нуждите на другите за сметка на собствените нужди – с очакване да получим по този начин любов, одобрение, връзка с другите и да избегнем нежелани действия от тяхна страна. Обикновено включва потискане и липса на съзнателност за собствените чувства, потребности и импулси.
Типичният семеен произход е условното възнаграждаване: децата трябва да потиснат важни аспекти от личността си, за да получат обич, внимание и одобрение. В подобни семейства емоционалните нужди, стремежи, социален статус и успех на родителите са по-ценни от уникалните нужди и чувства на детето.

##### Схема 12: Подчиненост
Човек се чувства принуден да се подчини на контрола на другите, обикновено за да избегне гняв, отмъщение и изоставяне. Двете основни форми на подчинение са:
А) Подчинение на нуждите: потискане на собствените избори, предпочитания и желания.
Б) Подчинение на емоциите: потискане на емоционалното изразяване, особено на гнева.
Обикновено включва усещането, че собствените желания, мнение и чувства не са от значение или не представляват интерес за другите. Изразява се в прекалена отстъпчивост, комбинирана с емоционална свръхчувствителност. Основно води до натрупване на гняв, изразен в дезадаптивни или невротични симптоми: пасивно – агресивно поведение, неконтролирани избухвания, психосоматични симптоми, емоционално напрежение, преструвки, злоупотреба с наркотични вещества.

##### Схема 13: Саможертва
Прекалено фокусиране върху доброволното задоволяване нуждите на другите в ежедневни ситуации за сметка на собственото задоволство. Мотивите обикновено са: да не се причини дискомфорт у другите, да се избегне вината от субективното чувство за егоизъм, да се поддържа връзката с другите на всяка цена, остра сензитивност към чуждата болка. Понякога води до чувството, че собствените нужди не са адекватно посрещани и разбирани и негодувание към хората, за които са правени жертви.

##### Схема 14: Търсене на одобрение и признание
Прекалено търсене на одобрение и признание от хората. Желание за вместване в стандартите за сметка на развитието на сигурна и истинска връзка със себе си. Самочувствието зависи от реакциите на другите вместо от собствените преценки. Понякога включва стремеж към социални постижения, кариера, статус и пари, но не като средство за власт и контрол, а за осигуряване на внимание, възхищение и одобрение. Често се изразява в приемането на основни решения в живота, които са чужди на истинското Аз на индивида. Свръхчувствителност към отхвърляне.

#### Модел 5: Свръхбдителност и потискане
Потискане на спонтанната изява на чувствата, импулсите и изборите. Твърди правила в междуличностното общуване и очаквания за етично поведение и представяне – за сметка на щастието, самоизявата, близките отношения, здравето и спокойствието. Типичният семеен произход е тежък, потискащ, свръхвзискателен и понякога изпълнен с насилие: перфекционизъм, дълг, следване на твърди правила, потискане на емоциите, избягване на грешките за сметка на удоволствието, радостта и спонтанността. Обикновено присъства силна тенденция към песимизъм и безпокойство, че всичко ще се разпадне, ако човек не е постоянно бдителен.

##### Схема 15: Негативизъм / Песимизъм
Постоянен фокус върху негативните аспекти на живота (болка, загуба, смърт, разочарование, конфликт, вина, недоволство, проблеми, потенциални грешки, предателства, страх, срам), който прониква във всяко действие, чувство и мисъл. Минимизиране или отричане на позитивните аспекти на живота. Обикновено включва преувеличено очакване спрямо широка сфера от дейности: работа, финанси, междуличностни отношения и т.н., както и усещането, че нещата ще се провалят, че този аспект, който сега се развива чудесно, задължително ще се обърка и срине. Включва прекален страх от извършване на грешки, които биха довели до финансов колапс, загуба, унижение, попадане в лоша ситуация. Тъй като потенциалният негативен изход е преувеличен, такива хора се характеризират с хронична тревожност, свръхбдителност, оплаквания и нерешителност.

##### Схема 16: Емоционално потискане
Прекомерно потискане на спонтанните действия, чувства и взаимоотношения – обикновено за да бъде избягнато отхвърляне от страна на другите, преживяването на срам или загубата на контрол над импулсите си. Най-често срещаните области на потискане са: а) потискане на гнева и агресията б) потискане на позитивните чувства като радост, сексуалност, привличане, спонтанност и игривост в) трудности при споделянето на чувствата и нуждите си г) отхвърляне на емоциите и прекален фокус върху рационалността.

##### Схема 17: Безмилостни стандарти / Свръхкритичност
Несъзнавано правило, че човек трябва да се стреми да живее според изключително високи вътрешни стандарти за поведение и представяне пред другите, обикновено за да избегне критиката им. Типичното проявление на това правило е чувството за постоянно вътрешно напрежение, невротична забързаност към постижения и свръхкритичност към себе си и другите. Предполага значителни трудности в: преживяването на удоволствие, умението за релаксация и спонтанност, здравето, самочувствието, чувството за задоволство при постижения, установяването на хармонични връзки.
Безмилостно високите стандарти обикновено се проявяват като: а) перфекционизъм, преувеличена концентрация върху детайлите, подценяване на качеството на действията си спрямо установените норми б) твърди правила и „трябва“ в много сфери на живота, включително нереалистично висок морал, етични, културни или религиозни предписания в) загриженост за повишаване на времевата ефективност, така че да бъде постигнато повече.

##### Схема 18: Наказване
Вярването, че хората трябва да бъдат жестоко наказвани, когато сгрешат. Включва тенденция за гняв, нетолерантност, жестокост и нетърпеливост към онези (включително себе си), които не успяват да се вместят в очакванията и стандартите. Обикновено включва трудно прощаване на грешки – собствените и на другите, поради нежелание да се вземат предвид обективните оправдаващи обстоятелства. Неспособност за емпатия.

### Терапевтичен процес
Схема терапията е задълбочен подход, при който се определят основните незадоволени потребности на човека от детството, както и нездравословните вярвания, които се отразяват на живота му днес.
Терапевтичния процес, който е по-дълъг във времето в сравнение с когнитивно-поведенческа терапия, се състои от две фази:
1. Оценка. Идентифициране на схемите; Обучение.
2. Промяна. Използват се различни междуличностни, практически, когнитивни и поведенчески техники за промяна на дългогодишните деструктивни мисловни и поведенчески модели в здрави алтернативи.

Целта на Схема терапията е да помогне на хората да задоволят своите основни емоционални нужди и включва обучение как да:
- престанем да използваме деструктивни стилове за справяне и модели, които блокират контакта с чувствата;
- излекуваме схемите и уязвимите модели, като посрещнем емоционалните си нужди в терапевтичната връзка и извън нея;
- върнем в разумни граници гнева, импулсивността или свръхкомпенсирането;
- преборим наказателните, прекалено критичните или взискателни схеми и модели.